# 物理设计
在集成电路设计中，物理设计（英語：physical design）是完成功能设计之后的一个流程。在这一步，经过布图规划、布局、布线等具体过程后，以硬件描述语言等抽象形式表达的电路网表会被转换成代表电路的几何图形，这个几何图形被称为集成电路版图。半导体工厂根据版图文件就可以制造出实际的硬件电路。除了前面提到的具体过程，物理设计还包括一系列对于版图的设计和验证。